# Bandera de Carolina del Sud
La Bandera de Carolina del Sud es creu va ser dissenyada el 1775 per al seu ús per les tropes d'aquest estat durant la Guerra Revolucionària.
El blau de la bandera va ser pres dels uniformes de la milícia i la mitja lluna de l'emblema de les seves gorres. No obstant això, els elements que componen l'actual pavelló es van observar en una data tan llunyana com 1765, en una bandera utilitzada per manifestants de Carolina del Sud contra la Stamp Act. El margalló es va afegir el 1861, com a record de la defensa del general Moultrie de l'illa Sullivan, la fortalesa que havia construït hi havia sobreviscut en gran manera a causa de la fortalesa dels arbres de palma nana americana, que disposats sobre les parets de sorra, van ser capaços de resistir els canons britànics.
El 2001 la Associació Vexil·lològica Nord-americana va situar la bandera de Carolina del Sud com el desè millor disseny de bandera d'entre 72 banderes dels Estats Units i Canadà.

## Durant la Secessió

Variació de la bandera 2-Dia.

Després de considerar molts dissenys de la República de Carolina del Sud, va decidir que la bandera de l'estat seria l'existent amb una mitja lluna que mira cap amunt i el fons blau podria ser modificat. El 26 de gener de 1861, l'Assemblea General de Carolina del Sud va adoptar una nova bandera mitjançant l'addició d'un arbre de palma nana americana d'or envoltat d'un fons blanc. No obstant això, aquest indicador s'ha conegut com el "2-Dia de la Bandera", perquè el margalló d'or va ser canviat el 28 de gener a un margalló blanc i senzill, en un fons blau. A menys de tres mesos més tard, una variació de la palmera nana americana va ser desplegada sobre Fort Sumter el 14 d'abril de 1861, el dia en què va ser lliurat a la Confederació General Beauregard, pel que és probable que fos la primera bandera confederada onejant sobre territori capturat dels Estats Units.
La bandera de la sobirania mai va ser reconeguda com a bandera oficial a Carolina del Sud. Però també hi ha afirmacions que va onejar per un curt període a Carolina del Sud després de la seva secessió el 20 de desembre de 1860.